# 利府城
利府城（りふじょう）は、宮城県宮城郡利府町にあった日本の城。

## 構造
松島丘陵の丘陵地帯の中にあり標高約90メートルの自然の山を利用した峻険な城郭となっている。山頂付近から3段もしくは5段にわたる曲輪が作られており現在でも曲輪跡の平地を見ることが出来る。

## 歴史
利府城は鎌倉時代の奥州探題である留守氏の家臣村岡氏によって築かれたと考えられている。その後も村岡氏の居城であったと考えられるが、長い間歴史の表舞台には出てこなかった。
1567年、村岡氏の主家である留守氏が伊達氏から養子を迎えることになると村岡氏はこれに反発する。しかし、養子縁組は滞りなく行われた。これを受けて1569年に村岡氏は挙兵し留守氏と交戦するも、翌1570年に利府城は落城して村岡氏は滅亡した。
利府城を攻略した留守政景は利府城を修繕・改修し岩切城から移りこれを居城とした。利府城は伊達氏が北に抱える敵である大崎氏や葛西氏に対する守りの最前線として重要視された。その後、留守政景が豊臣秀吉の小田原征伐に参陣しなかったため所領を没収され、居城である利府城も廃城となった。

## 現地情報

### 現在の状況
- 現在は館山公園として整備されており、本丸跡が桜の名所として親しまれている。
- 二の丸・三の丸にあたる平地には児童向けの遊具が設置されている。

### 交通アクセス
- JR東北本線利府駅より、徒歩20分。
- 無料駐車場有。